# Diecéze Ekwulobia
Diecéze Ekwulobia je diecéze římskokatolické církve, nacházející se v Nigérii. Je součástí katolické církve v Nigérii a je sufragánní k arcidiecézi Onitsha.

## Území
Diecéze se nachází v nigerijském státě Anambra. Biskupským sídlem je město Ekwulobia, kde se nachází hlavní chrám diecéze, katedrála svatého Josefa.

## Historie
Diecézi založil 5. března 2020 papež František a to z části území diecéze Awka.

## Seznam biskupů
- Peter Ebere Okpaleke (od 5. března 2020)